# Confolens
Confolens este un oraș în sudul Franței, sub-prefectură a departamentului Charente, în regiunea Poitou-Charentes. 